# Giovanni d'Anastasi
Giovanni d'Anastasi (Thessaloniki, ca. 1780 – Alexandrië, 1860), ook: Giovanni Anastasi, Jean d'Anastasy, Ιωάννης of Grieks: Γιάννης Αναστασίου (en andere varianten), was een Griekse koopman gevestigd in Alexandrië, die actief was in het Middellandse Zeegebied. Van 1828 tot 1857 was hij consul voor de Verenigde Koninkrijken van Zweden en Noorwegen in Egypte. Hij is vooral bekend door de verzamelingen Egyptische oudheden die hij verkocht aan de nationale oudheidkundige musea van Nederland, Frankrijk en Engeland. De collectie d'Anastasi in het Rijksmuseum van Oudheden in Leiden is een belangrijke kern van de Egyptische collectie van het museum.

## Leven en werk
Anastasi was de zoon van een handelaar uit Damascus. Zijn vader maakte zijn fortuin als bevoorrader van het Franse leger in Egypte, en ging failliet toen de Fransen daar werden verslagen en het land moesten verlaten. Tijdens het bewind van Mohammed Ali Pasja vestigde Anastasi zich in Alexandrië en bouwde het familiebedrijf opnieuw op. Hij verwierf het monopolie op de handel in graan uit het gebied dat Mohammed Ali beheerste. Zweden, dat veel graan afnam, zond in ruil daarvoor ijzer naar Egypte. Vanwege de warme handelsbetrekkingen benoemde Zweden en Noorwegen Anastasi in 1828 tot consul-generaal in Egypte, en werd hij verheven tot ridder in de Orde van Vasa.
Het handelshuis Anastasi had familie en zaakwaarnemers in veel belangrijke havensteden in en rond de Middellandse Zee, o.a. Alexandrië, Livorno, Smyrna, Thessaloniki en Malta. In Egypte domineerden enkele Griekse koopmansfamilies in Alexandrië de handel en economie: met name Anastasi, Casulli, Tossizza (of Tositsas) en Zizinia.
Anastasi verwierf grote rijkdom en aanzien, en stond bekend als weldoener. Als Zweeds consul behoorde het tot zijn taken om de belangen van Zweedse onderdanen in Egypte te behartigen, maar volgens tijdgenoten gaf hij genereus onderdak en hulp aan reizigers van allerlei nationaliteiten. Hij was betrokken bij Mohammed Ali's stadsvernieuwing van Alexandrië, en bouwde een okelle (stadspaleis, pakhuis en herberg ineen) aan de Place des Consuls. Naar verluidt stak hij veel geld in de Griekse Onafhankelijkheidsoorlog en het vrijkopen van Griekse krijgsgevangenen. Verder hielp hij een Grieks-orthodox ziekenhuis, school en kerk in Alexandrië financieren.

### Egyptische oudheden
Als invloedrijk diplomaat en koopman gevestigd in Egypte dreef Anastasi een lucratieve nevenhandel in Egyptische oudheden. Meerdere malen stelde hij een collectie samen (een proces dat jaren duurde) om te verkopen in West-Europa. Het is niet zeker of hij zelf opgravingen organiseerde, zoals Henry Salt, Giovanni Belzoni, Bernardino Drovetti en anderen. In ieder geval werkte hij samen met of gaf hij opdracht aan o.a. de Italiaan Giovanni Piccinini (Thebe en Abydos), de Frans-Amerikaan Francis Barthow en de Oostenrijkse consul Giuseppe di Nizzoli (Saqqara).
In 1826 werd Anastasi's eerste collectie Egyptische oudheden naar Livorno verscheept en in het handelshuis van zijn zaakgelastigde Costantino Tossizza opgeslagen, waar de voorwerpen bekeken konden worden door prospectieve kopers of hun vertegenwoordigers. Jean Emile Humbert was in opdracht van Caspar Reuvens in Livorno voor de aankoop van oudheden voor het Rijksmuseum van Oudheden. Hij wist de collectie in 1827 te verwerven voor het museum.
Anastasi's tweede collectie Egyptische oudheden werd in 1838 naar Livorno en vervolgens naar Londen verscheept. Het British Museum verwierf een groot aantal stukken bij de veiling van deze collectie in Londen. De derde collectie werd in 1857 geveild in Parijs, waarbij stukken werden gekocht door het Louvre, het British Museum en particuliere verzamelaars.
In 1830 werd hij benoemd tot corresponderend lid van de Koninklijke Zweedse Academie van Wetenschappen. Verder was hij geassocieerd lid van de Egyptian Society (Caïro, opgericht 1836) en erelid van het Institut Égyptien (Alexandrië, opgericht 1859), wetenschappelijke gezelschappen waarvan lidmaatschap gewoonlijk was voorbehouden aan West-Europeanen.
Hij onderhield vriendschappelijke betrekkingen met egyptologen waaronder Jean-François Champollion en Karl Lepsius, die hij hulp en gastvrijheid verleende bij hun expedities in Egypte.

### Persoonlijk leven
Voor zover bekend bleef Anastasi ongetrouwd en verwekte hij geen kinderen. Hij adopteerde in Alexandrië twee meisjes die wees waren geworden door het bloedbad in Mesolongi in 1826. Zijn dochter Marie of Mariethe trouwde met Vincent Benedetti, consul-generaal van Frankrijk; de andere dochter trouwde met een Franse ingenieur of een Griekse bankier die zich later in Wenen vestigde. Naast zijn dochters voorzag hij ook enkele andere vrouwelijke familieleden van bruidsschatten, zodat zij in staat waren te trouwen met diplomaten en handelaars in zijn netwerk. Toen Anastasi's zwager Nikolaos Papafis overleed, ontfermde hij zich over diens zoon Ioannis Papafis.
Anastasi werd begraven op de Grieks-Orthodoxe begraafplaats te Alexandrië; zijn graf heeft de vorm van een prieel met vier Dorische zuilen waaronder een gebeeldhouwde urn op een afgeknotte zuil staat, en is gemarkeerd "D'Anastasy". Het Okelle Anastasi in Alexandrië werd vernietigd in het bombardement op Alexandrië in 1882.

## Naam
De verschillende varianten van zijn naam zijn te verklaren door de verschillende talen die gesproken werden in zijn netwerk. De voornaam van Macedonisch-Griekse Ιωάννης Αναστασίου kan worden weergegeven als Γιάννης (Grieks), Giannis (Italiaans-Grieks), Giovanni of Gianni (Italiaans), Jean (Frans), Johannes of Jan (Nederlands).

## Collecties oudheden en bekende stukken
- 1826: schenking aan Zweden; de voorwerpen zijn nu in het Medelhavsmuseet [sv], Stockholm, o.a.[4]
  - sarcofaag van Taperet
- 1828, verzameling Anastasi I (5889 stukken): verkocht aan het Rijksmuseum van Oudheden, Leiden,[1] o.a.
  - beelden van Maya en Merit
  - papyrus met de Vermaningen van Ipoewer [en]
  - deel van de demotische Magische Papyrus Londen-Leiden
  - Leiden Papyrus X
- 1839, verzameling Anastasi II (1326 stukken): verkocht aan het British Museum, Londen,[1] o.a.
  - ostracon met (fragment van) het Verhaal van Sinuhe
  - Papyrus Anastasi I-VI
  - deel van de Magische Papyrus Londen-Leiden
  - dubbelbeeld van Horemheb en Amenia
- 1857, verzameling Anastasi III (1199 stukken): geveild in Parijs,[1][5] een aantal stukken aangekocht door het Louvre, o.a.
  - stèles
  - magische, funeraire en documentaire papyri
  - ringen en sieraden
- twee sfinxen van Amenhotep III bij de rivier de Neva in Sint-Petersburg[2]

## Galerij

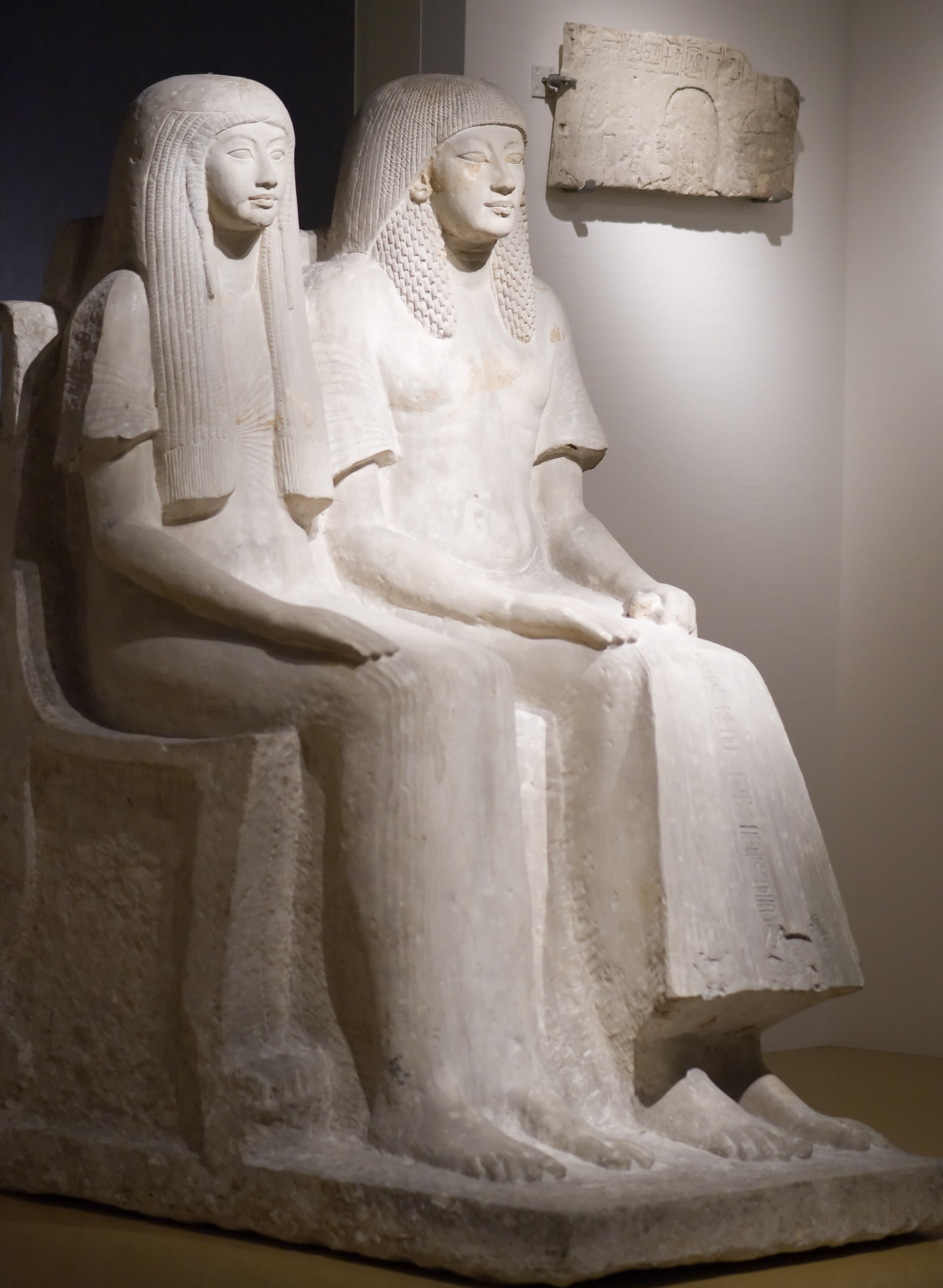
Dubbelbeeld van Maya en Merit. Rijksmuseum van Oudheden, Leiden.
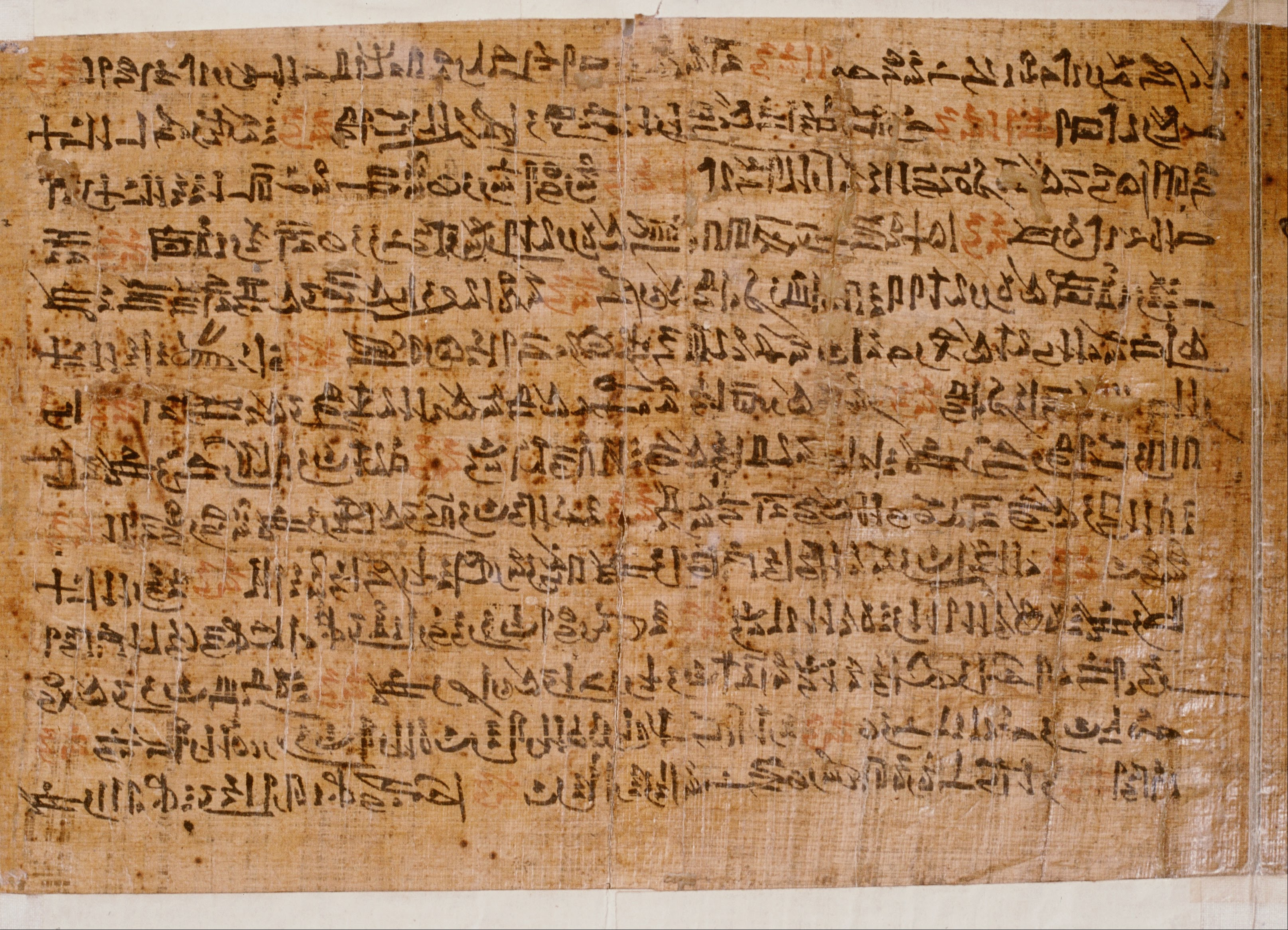
Papyrus Leiden I 344 met de Vermaningen van Ipoewer. Rijksmuseum van Oudheden, Leiden.
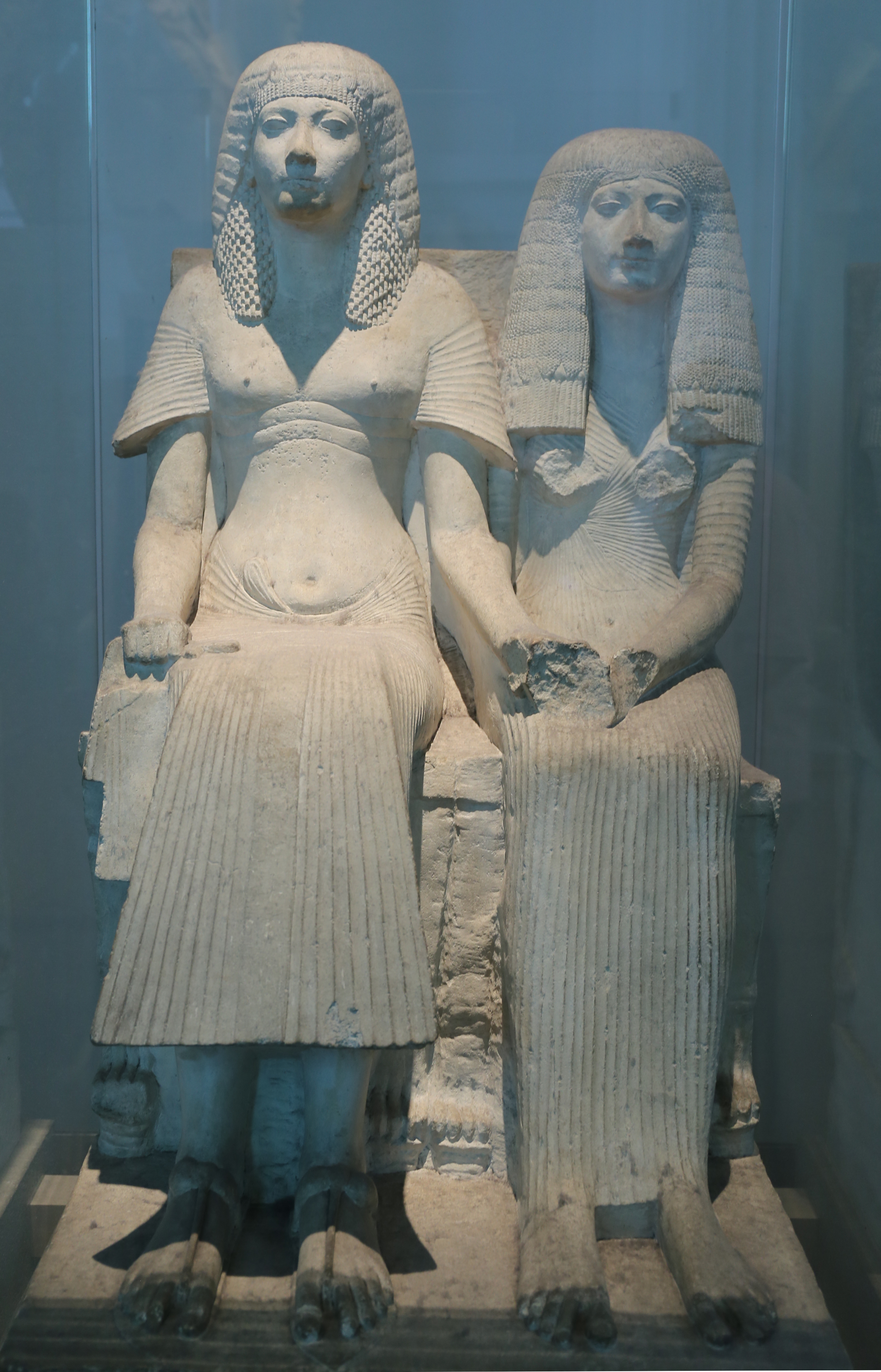
Dubbelbeeld van Horemheb en zijn eerste vrouw Amenia. British Museum, Londen.
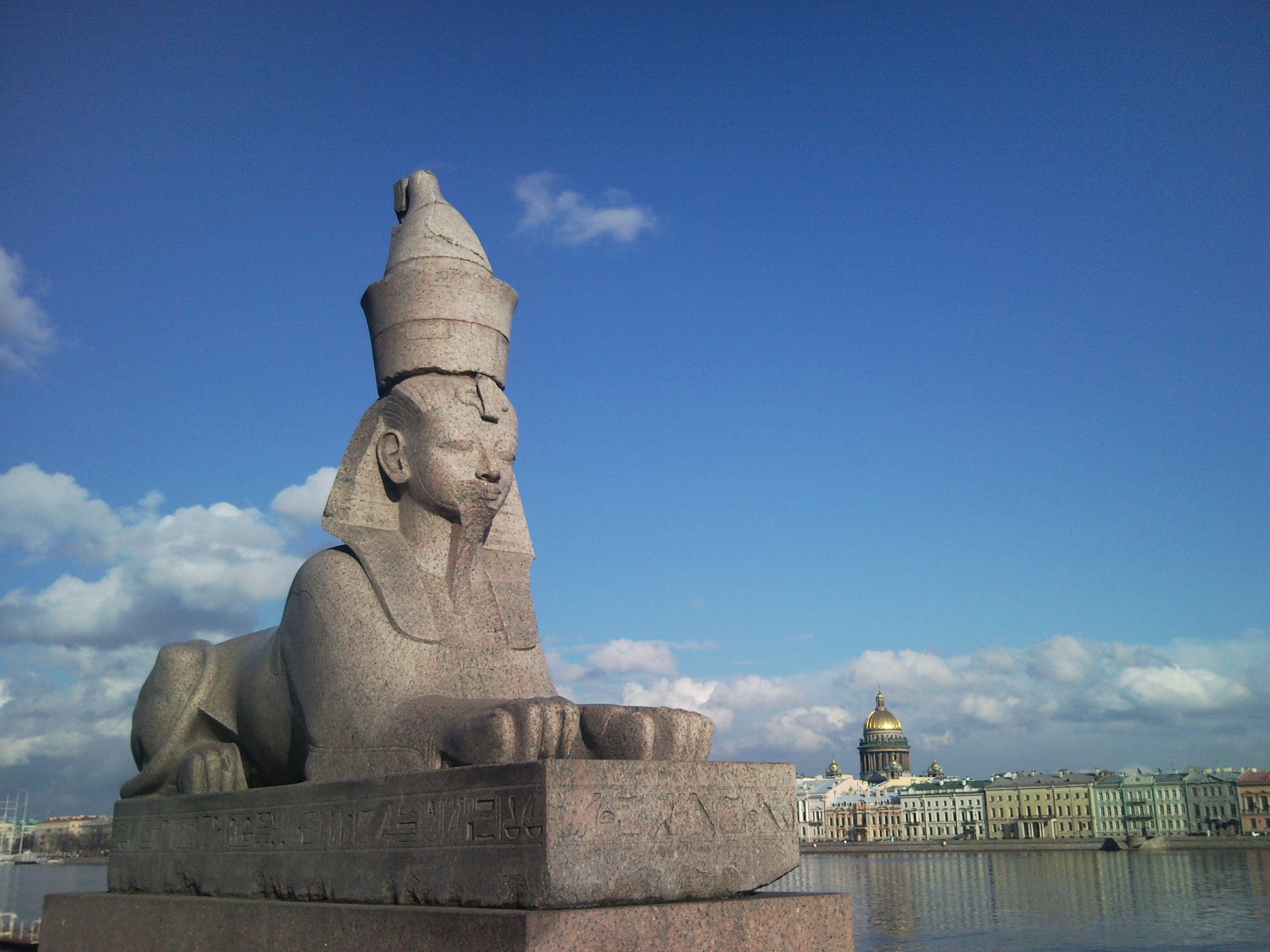
Sfinx van Amenhotep III. Sint-Petersburg.

- Bibliothèque nationale de France: cb127360717 (data)
- Gemeinsame Normdatei: 116011076
- International Standard Name Identifier: 0000 0003 6709 6353
- Library of Congress Control Number: no2012006910
- Virtual International Authority File: 231373777